# Alfa Romeo 110 (autocarro)
L’Alfa Romeo 110 è stato un autocarro prodotto dall'Alfa Romeo.
Il modello, a tre assi, venne lanciato sul mercato nel 1938 ed in seguito divenne la base per la costruzione di grandi autobus urbani. Questo autocarro era di grandi dimensioni e quindi era anche relativamente costoso; per questa ragione l'Alfa Romeo non ne vendette molti esemplari. Montava un motore da 125 CV di potenza ed aveva un peso a pieno carico di 10 t.